# Broderie et dentelle en Bretagne
La broderie et la dentelle bretonnes sont deux artisanats d'art de la région Bretagne. Les savoir-faire de la broderie et de la dentelle en Bretagne sont inscrits à l'inventaire du patrimoine culturel immatériel en France depuis 2021.
Broderie et Dentelle sont intimement liées en Bretagne car plusieurs ouvrages mêlent les deux savoir-faire et certains types de broderie ressemblent à de la dentelle. La broderie est une technique d’ornementation textile réalisée principalement à l’aiguille, parfois au crochet, qui permet de créer des motifs et des images au moyen de fils, perles, paillettes et apprêts métalliques. Elle se pratique généralement sur un support textile ; la dentelle, en revanche, est réalisée sans support.

## Broderie

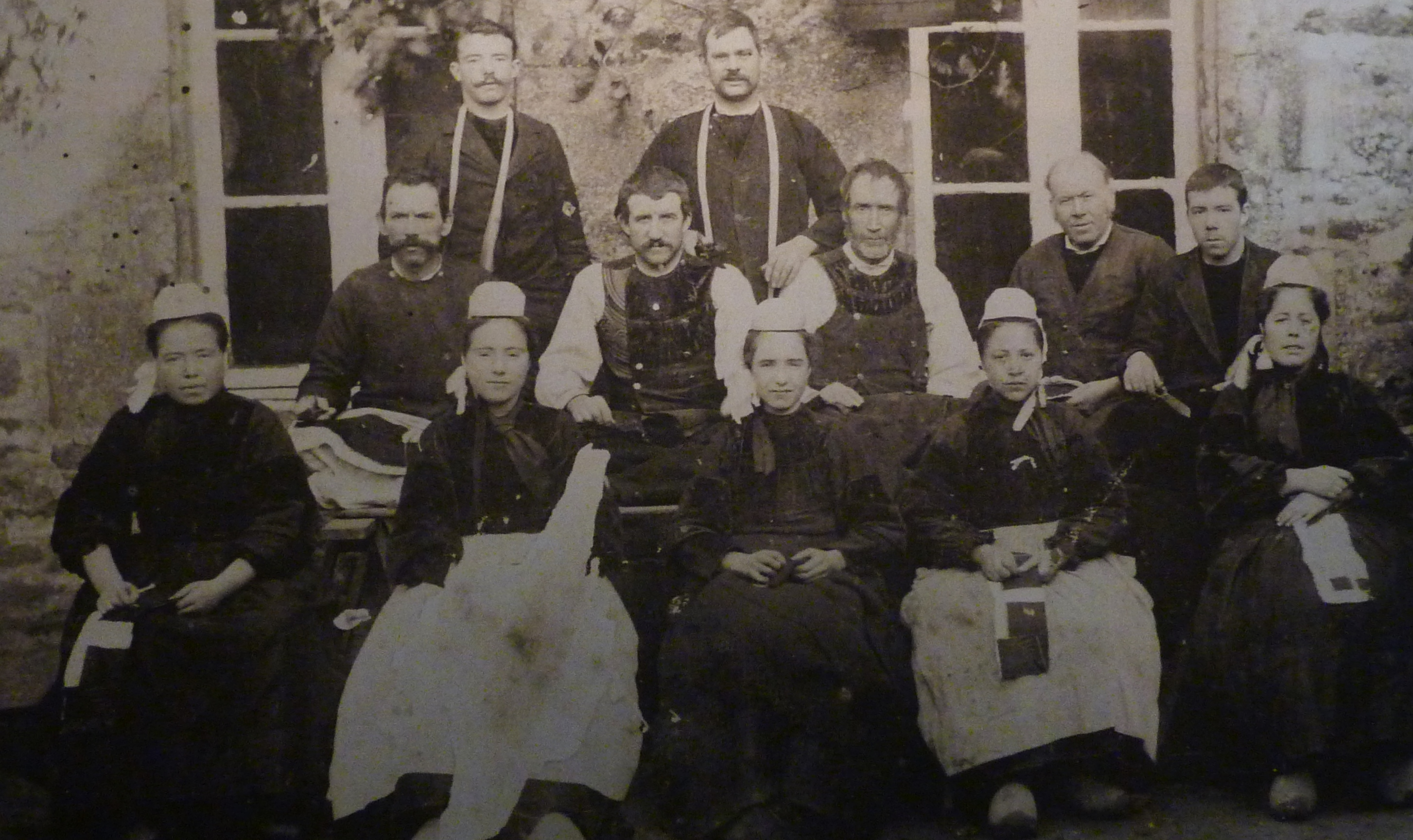
L'atelier de broderie de Marc Le Berre à Plonéour-Lanvern vers 1900.

### Histoire

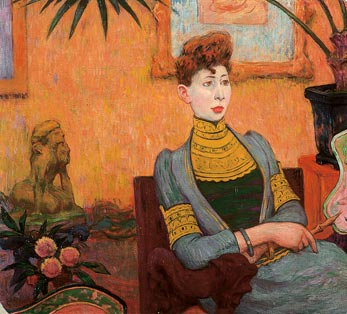
Portrait de madame Champsaur habillée d'une robe aux inspirations bigoudènes (Émile Schuffenecker - 1890)

Du Moyen Âge à la Révolution, la broderie et la dentelle sont l’apanage d’une classe de privilégiés appartenant au clergé et à la noblesse. L'abolition des lois somptuaires au moment de la Révolution va entraîner une liberté politique perceptible dans l'art vestimentaire des paysans et des paysannes. Le costume breton, et donc la broderie, ont connu un essor populaire après la Révolution et un âge d'or entre 1850 et 1914.
Les plus anciennes pièces muséographiques du costume traditionnel breton sont un porpant (veste) de 1811 brodé de chaînettes et de fausses boutonnières rouges sur drap noir, orné de palmettes et d’un Sacré-Cœur sur la poitrine ainsi que de « dents de loup » sur les manches et sous les emmanchures, et un gilet bigouden à double plastron de 1814, orné de palmettes et de fleurons néoclassiques multicolores sur le plastron droit, et de bandes bleu-blanc-rouge encadrées de soie jaune sur le plastron gauche.
Au début du XIXe siècle apparaît la broderie sur tulle, utilisée pour les cols, châles et coiffes.
Dans la deuxième moitié du XIXe siècle, apparaît une ornementation riche et variée, distincte d’un terroir à un autre.
À l'origine, les tailleurs-brodeurs étaient itinérants et s'installaient chez leurs clients pour réaliser leur commande. Il faut distinguer les brodeurs citadins qui avaient accès aux journaux de modes parisiens, des brodeurs de pleine campagne qui conservent plus longtemps des motifs anciens
Après un déclin au milieu du XXe siècle, la broderie connaît un regain d'intérêt. Des artistes professionnels ou amateurs se forment aux anciennes techniques. On peut[style à revoir] citer Marc Le Berre, ou Pascal Jaouen qui a fondé l'école de broderie d'art de Quimper. L'enseignement de la broderie est dispensé dans des associations comme les cercles celtiques pour la réalisation de costumes présentés lors du Festival Interceltique de Lorient ou du Festival de Cornouaille de Quimper.
L'entreprise Le Minor, créée en 1936 par Marie-Anne Le Minor, fait vivre la pratique de traditionnelle de la broderie et commercialise du linge de maison brodé à la main ou à la machine guidée-main (Cornely) avec des motifs inspirés d'œuvre d'artistes renommés comme Mathurin Méheut, Dom Robert ou Pierre Toulhoat,.
Une activité de broderie subsiste au sein de rares communautés religieuses où quelques moniales brodent sur commande des ornements liturgiques.
Tous les ans, un festival des brodeuses a lieu à Pont-l'Abbé.

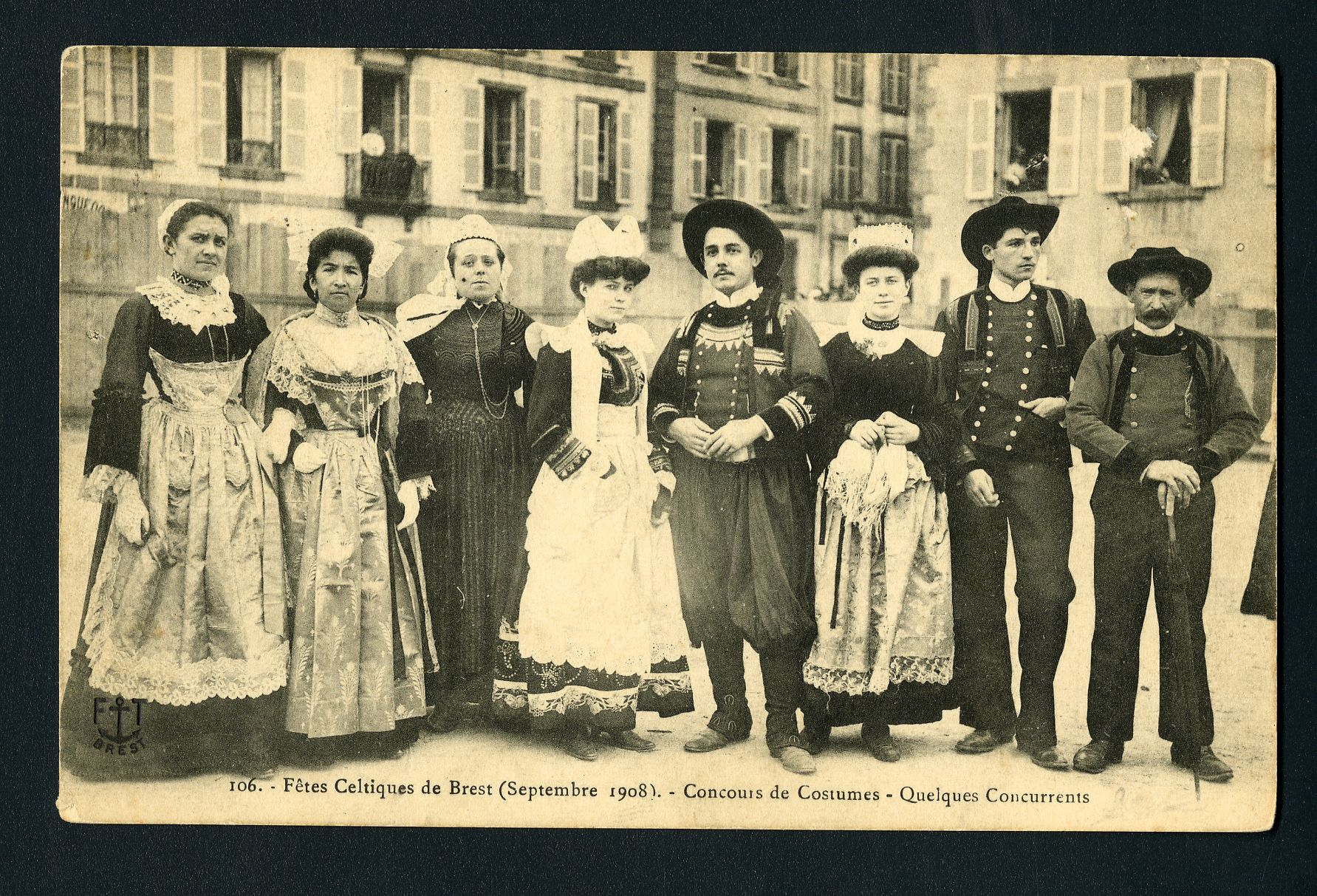
Fêtes celtiques de Brest - concours de costumes (septembre 1908).

### Utilisation et techniques
La broderie est utilisée dans le costume traditionnel breton (hommes et femmes) pour décorer les plastrons, manches, vestes, tabliers, coiffes, mais aussi sur les bannières de pardons.
La broderie et la dentelle bretonnes mettent en œuvre plusieurs techniques qui varient selon les terroirs, les époques et les modes. Parmi les plus usitées : les points hanter regenn (« demi-rang »), kamm (« courbe », « tordu »), drein pesk (« arête de poisson »), le point laouig, du nom de son hypothétique créateur Laouig Jegou, un célèbre brodeur bigouden, le point de deuil, en raison de son usage sur les coiffes de deuil, le point « de Nantes » et les galons « de Lorient », « de Plougastel », « d’Elliant », selon le terroir d’origine.
À côté de la broderie sur tissu, existent la broderie sur filet, et la broderie sur tulle.

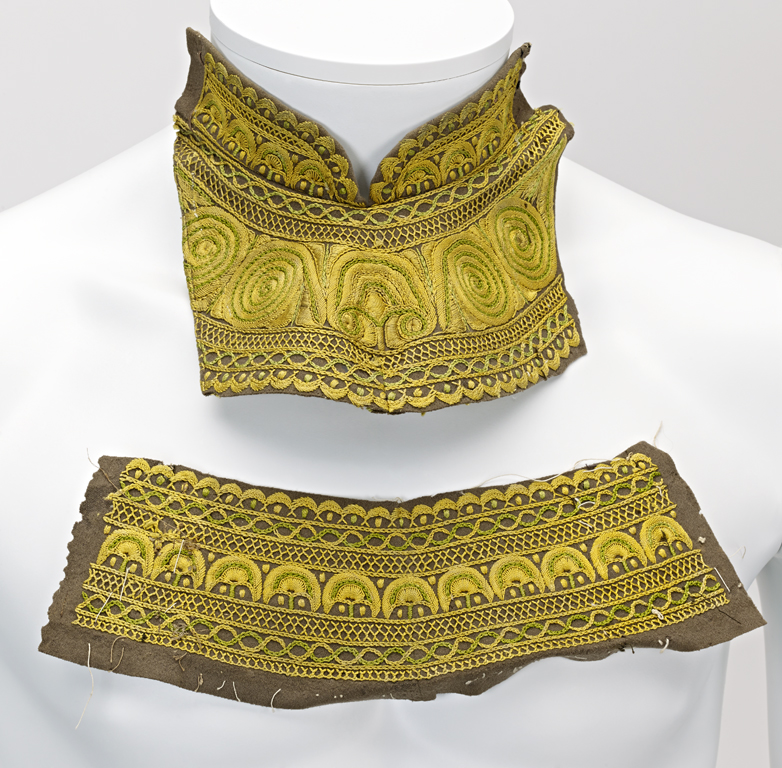
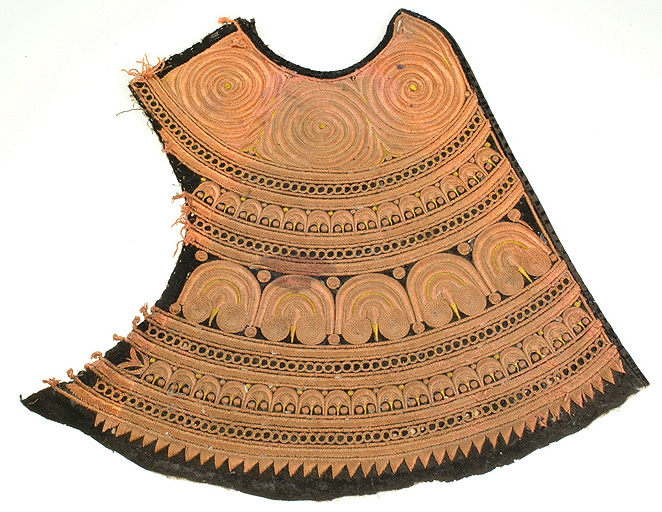
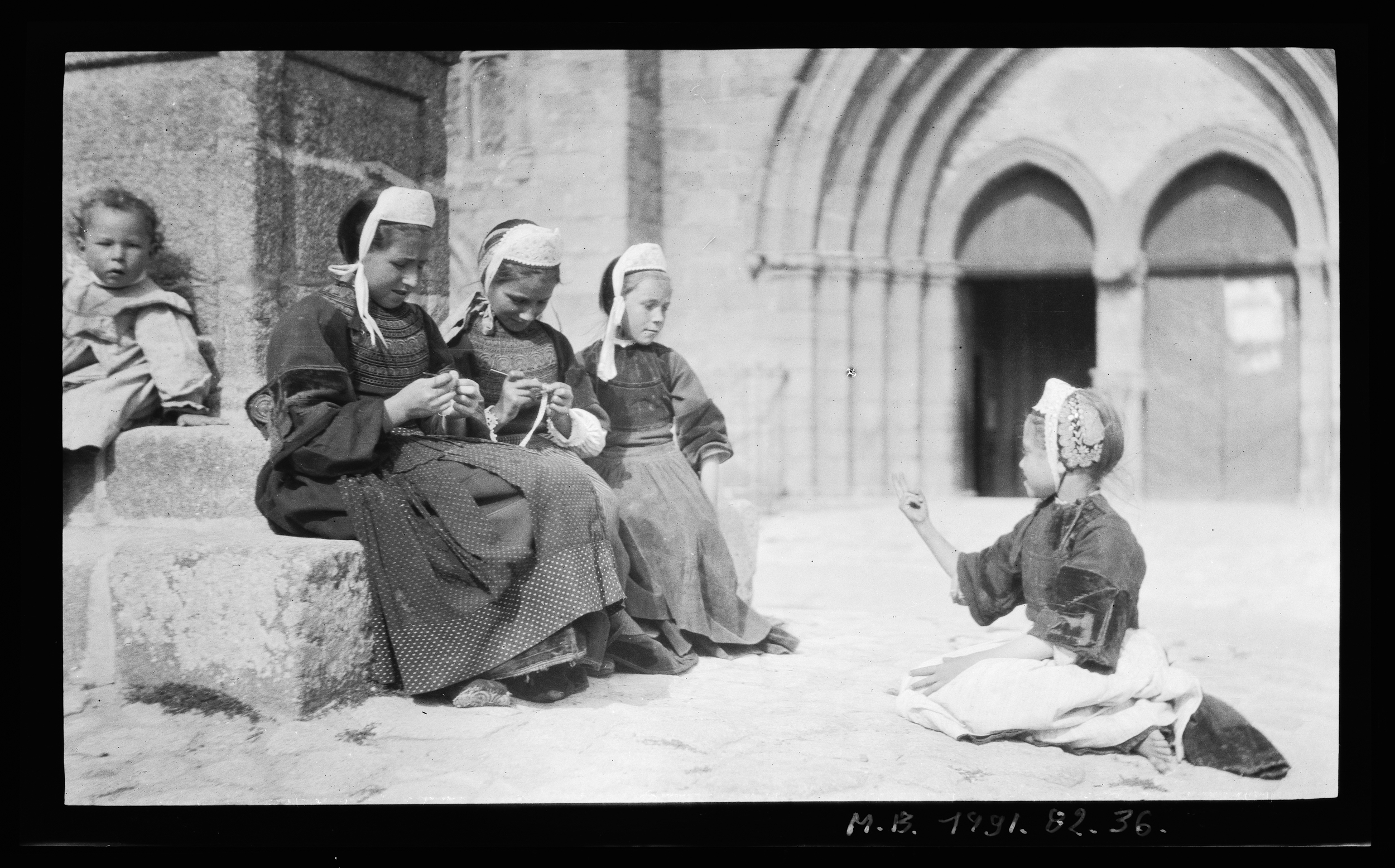
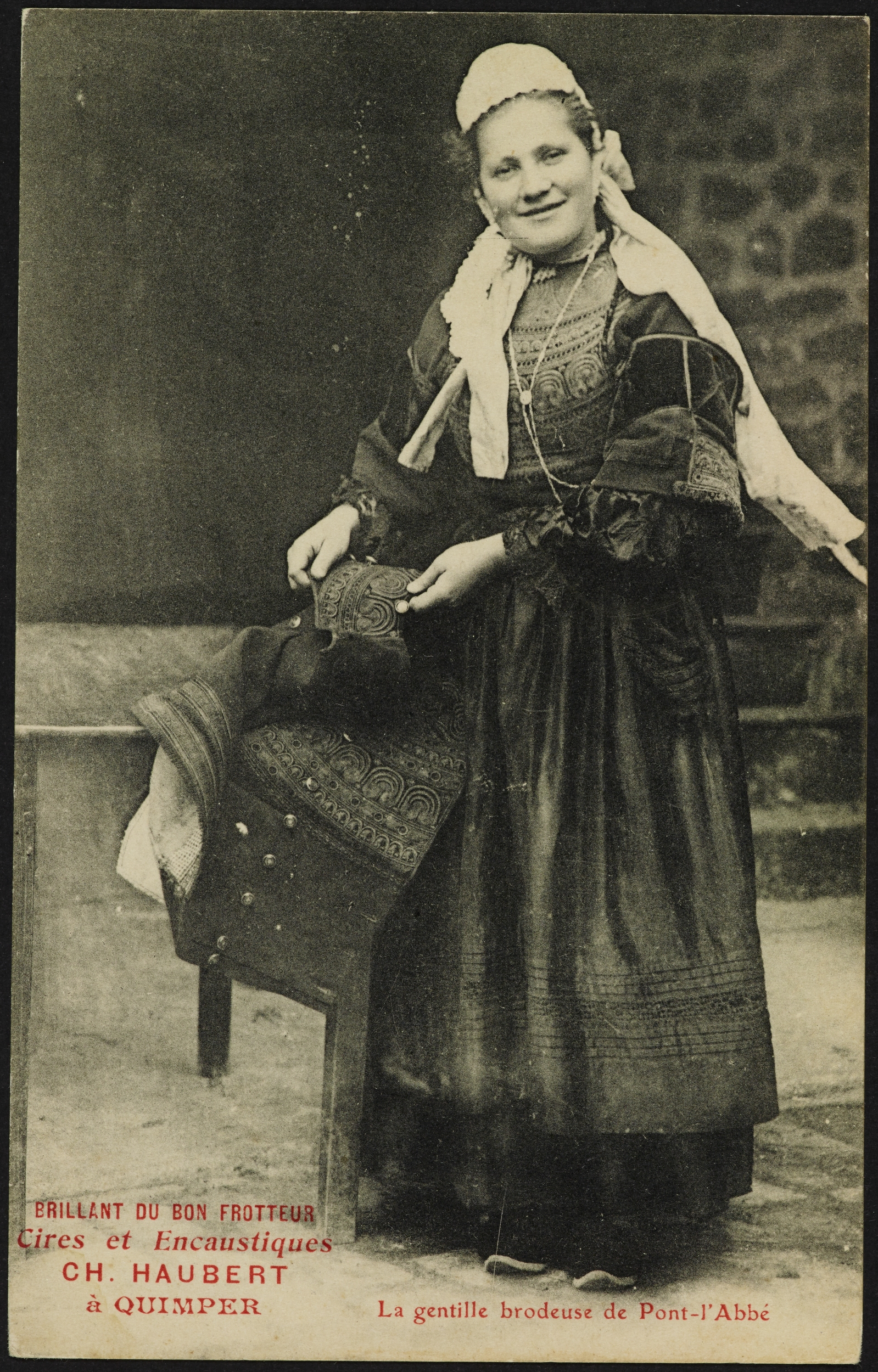

## Dentelle
La fabrication de dentelles est documentée en Bretagne dès le XVIIe siècle. Les dentelliers et dentellières, présents au moins depuis le XVIIIe siècle dans les principales villes bretonnes, sont moins nombreux que les artisans de la broderie. Ils sont aussi moins connus, parfois confondus avec les passementiers.
La fabrication de dentelle d’Irlande et de filet brodé se développe dans le Finistère au moment de la crise de la sardine dans les années 1902-1907, procurant du travail à des milliers de femmes, d’hommes et d’enfants,.
La dentelle d'Irlande et le picot bigoudène sont réalisés au crochet. D'autres types de dentelles sont réalisés au fuseau ou en macramé (franges de châles).

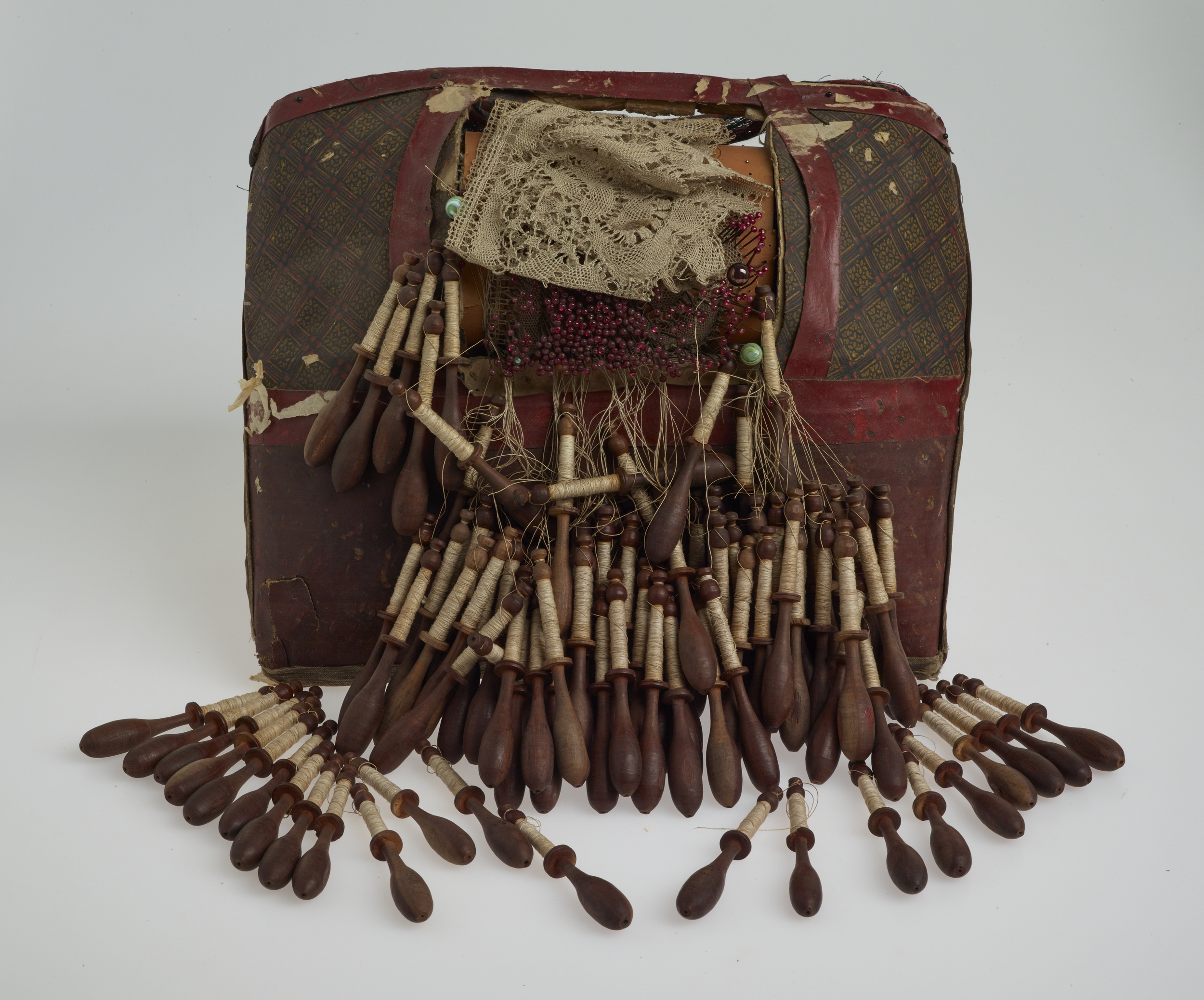
Carreau de dentellière.
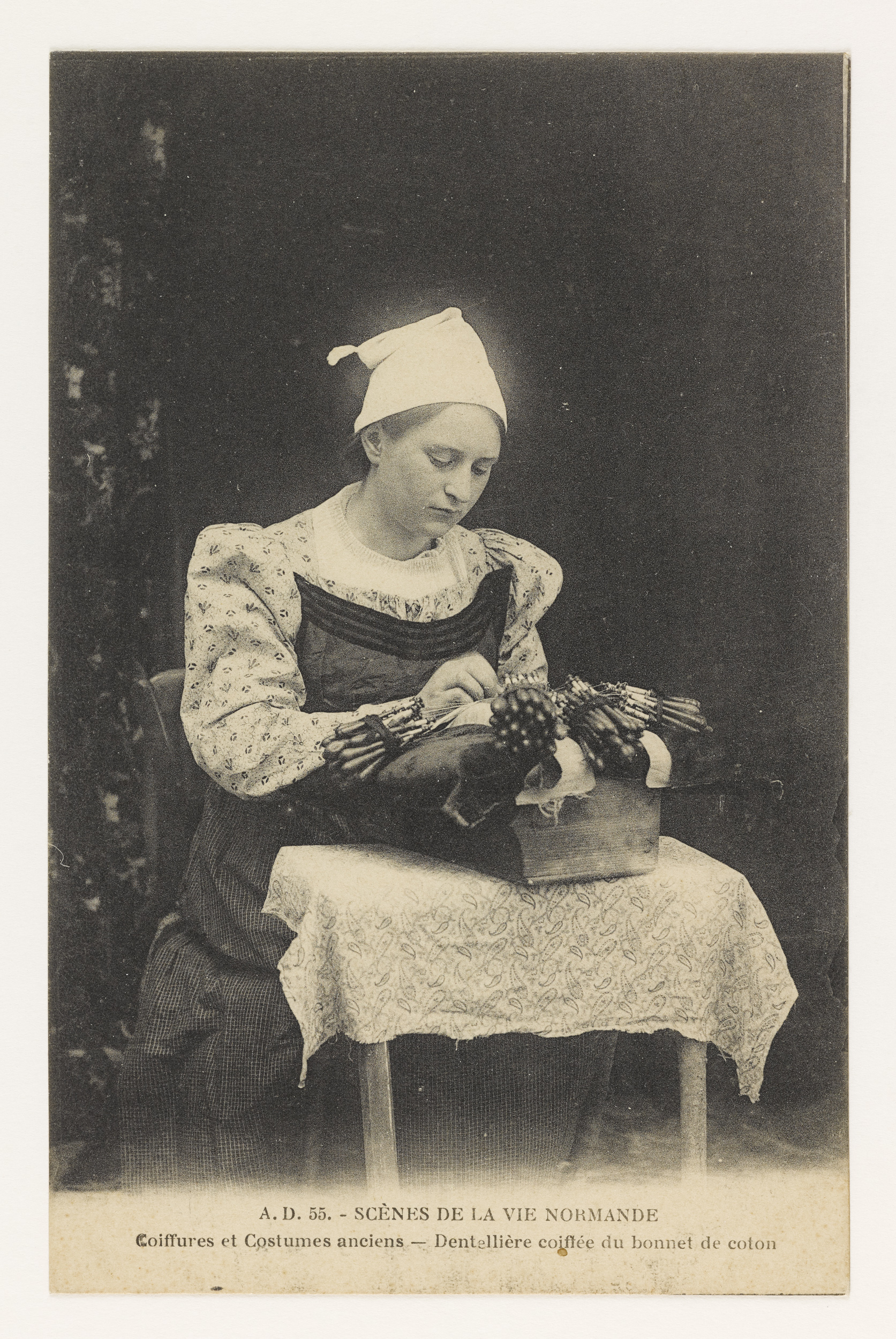
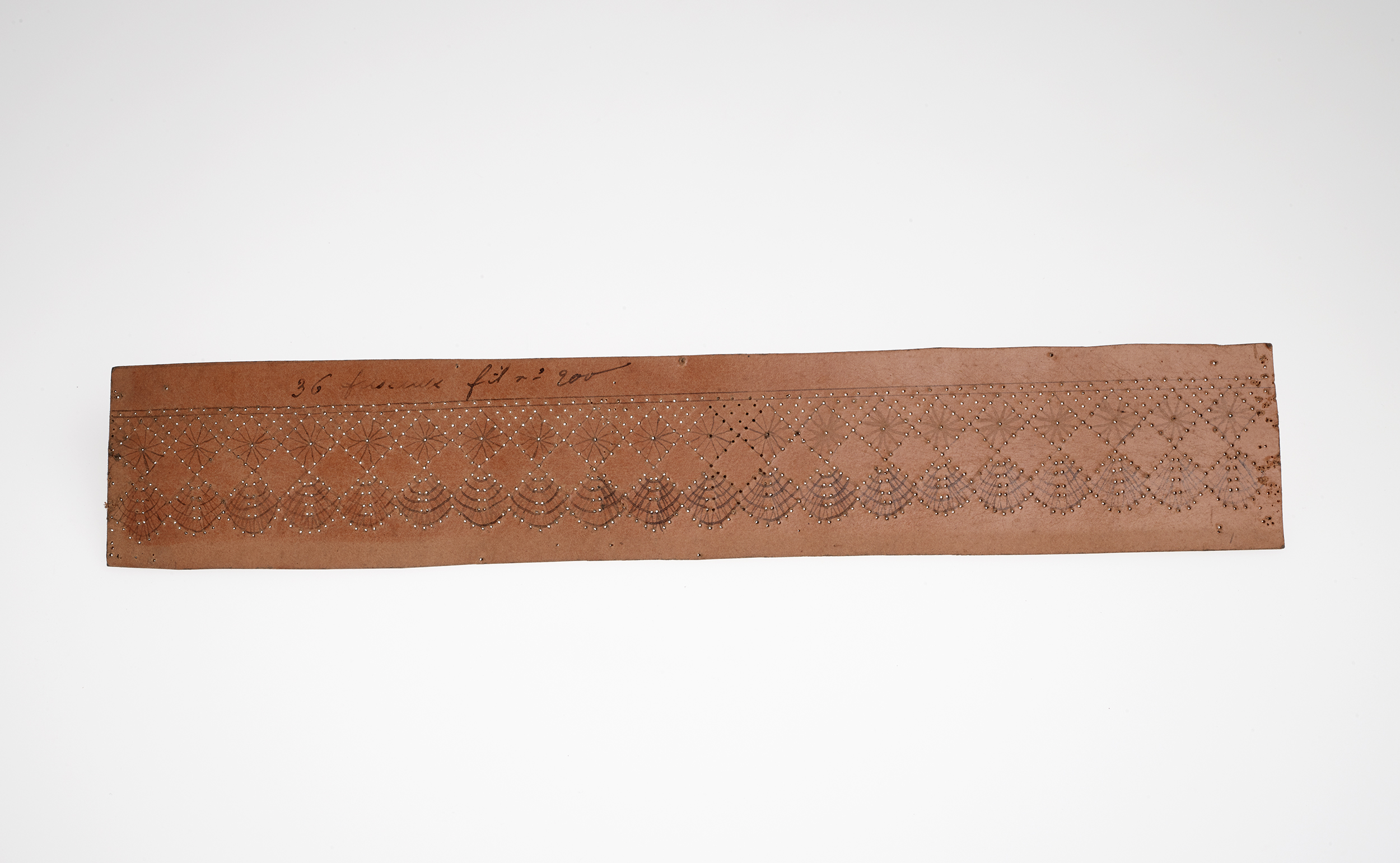
Patron de dentellière.
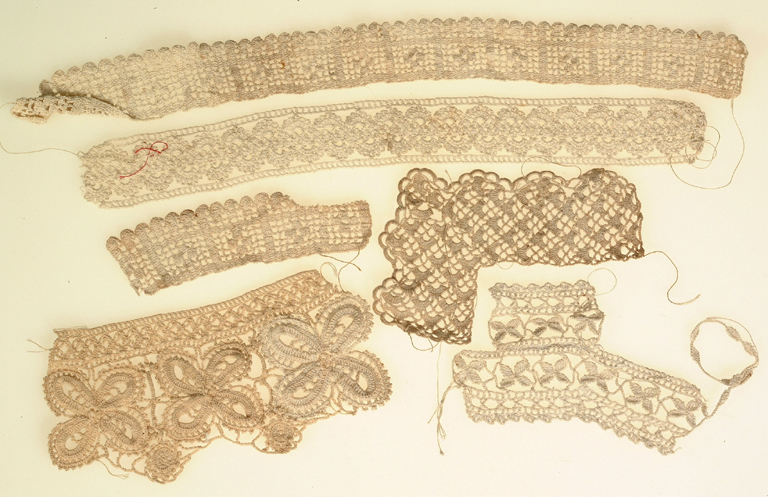

### Filmographie
- Mook.bzh - La broderie en Bretagne, par Hélène Cario